# Estuario de Gironda
El estuario del Gironda o simplemente El Gironda (del francés: estuaire de la Gironde) es un gran estuario navegable (a menudo erróneamente llamado "río") localizado en el suroeste de Francia y que se forma por el encuentro entre dos ríos, el Dordoña y el Garona, justo aguas abajo del centro de Burdeos.

## Geografía

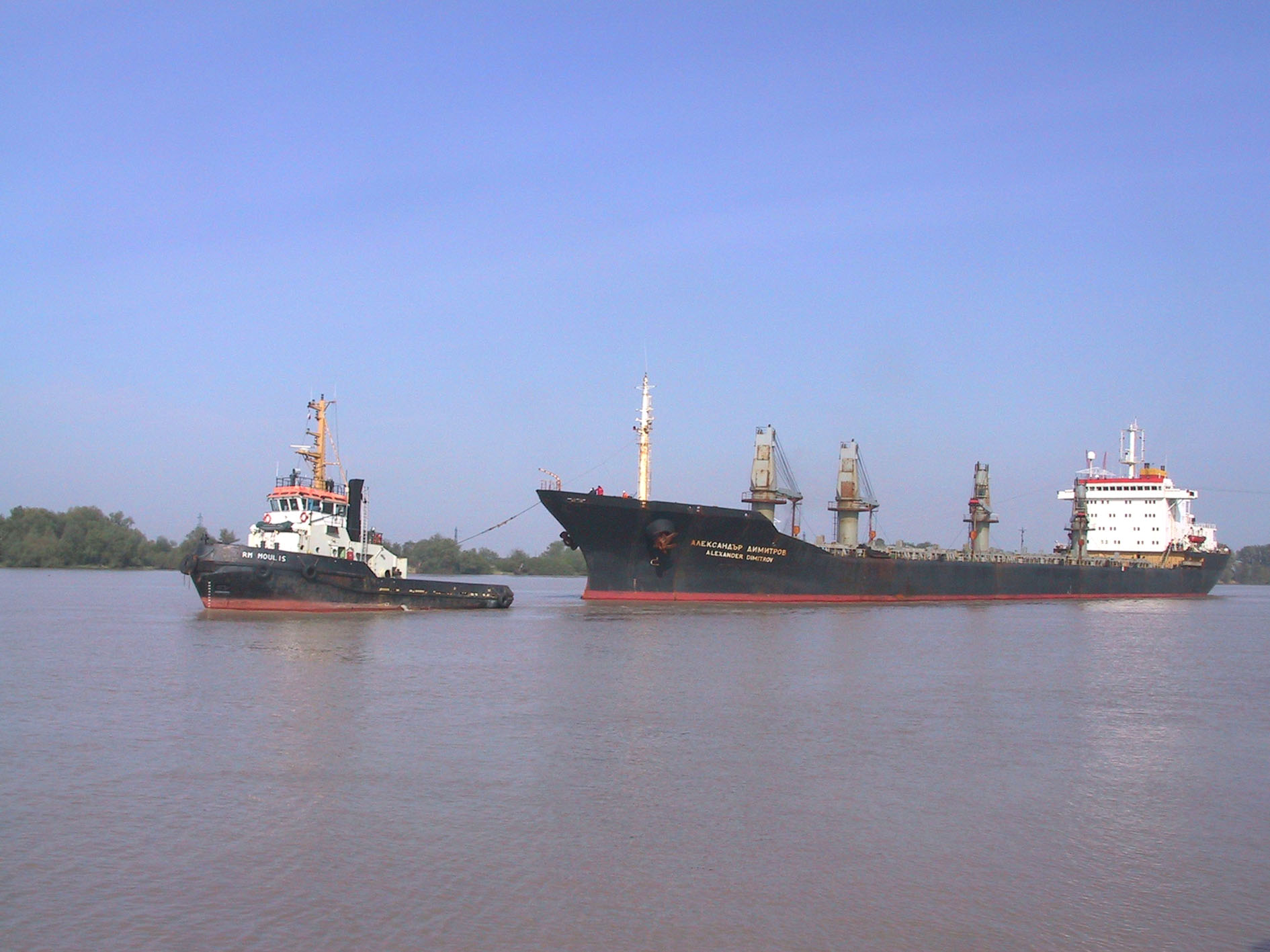
Un remolcador ayudando a un buque granelero en el estuario de la Gironda para acercarse a un secundario del puerto de Burdeos.

La Gironda tiene unos 65 kilómetros de largo y entre 3 y 11 de ancho, y da su nombre al departamento francés de Gironda, aunque también tiene frontera con el de Charente-Maritime en su parte final. La Gironda se encuentra sometida a corrientes con régimen de marea muy fuertes y se necesita gran cuidado a la hora de navegarlo en cualquier tipo o tamaño de nave.

### Islas de la Gironda

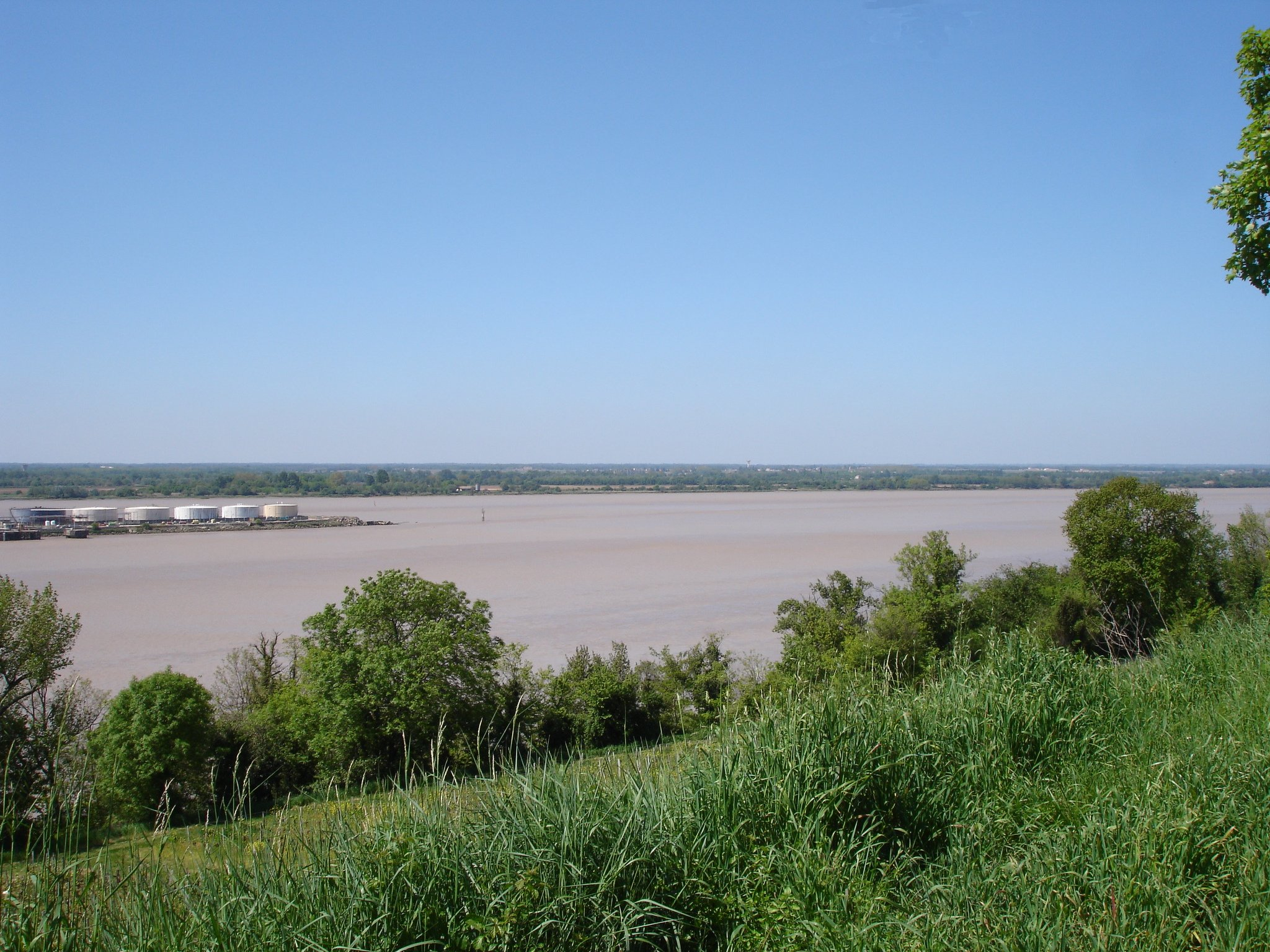
Vista del estuario en Bec d'Ambes.

Dentro del estuario, entre la Pointe de Grave a la orilla del mar y el bec d’Ambes hay una serie de pequeñas islas.
La isla de Patiras tiene 200 ha de tamaño, con un faro para ayudar a navegar por el estuario. Allí se cultivan vides y maíz.
Las islas Sans-Pain y de Bouchaud están actualmente virtualmente unidas debido al progresivo depósito de cieno y se les llama conjuntamente como isla Nouvelle. En total abarcan 265 ha y son propiedad del Conservatoire du Littoral y dirigidos por el Departamento de la Gironda.
La isla Paté tiene alrededor de 13 ha y en 2006 era de propiedad privada. La isla tiene un fuerte histórico construido entre 1685 y 1693 como parte del programa nacional de fortificación diseñado por Vauban. El edificio tiene forma oval, de alrededor de 12 m de alto y en un principio estaba equipado con 30 cañones. Fort-Paté junto con el Fort-Médoc y la Ciudadela de Blaye defendían el estuario y Burdeos. Durante la Revolución francesa el fuerte se usó como prisión para sacerdotes.
En 2006, el Conseil General decidió hacer de la isla una ZPENS (zona preventiva de espacio natural sensible). El estatus de ZPENS protege la isla del desarrollo. Si el propietario desea vender la isla entonces el Departamento tiene derecho de tanteo. Después de dos meses el Conservatoire National du Littoral tiene el siguiente derecho de tanteo y luego después de otros dos meses la ciudad de Blaye tiene un derecho final de tanteo para adquirir la isla.
Las islas Verte, du Nord y Cazeau comprenden alrededor de 800 ha y debido a su estado natural proporcional un buen punto de parada para las aves migratorias.

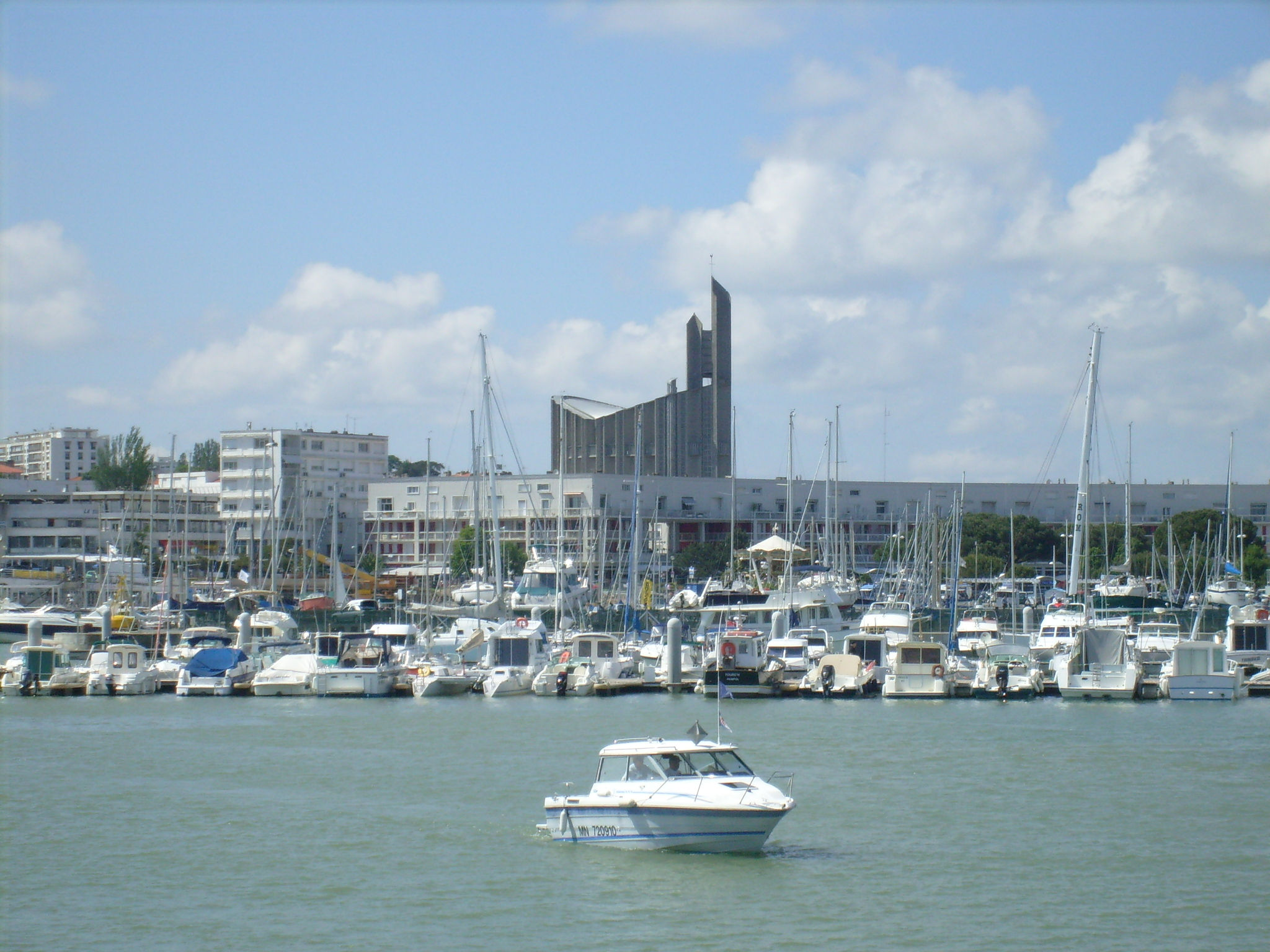
Vista del puerto deportivo de Royan, a orillas del estuario.

La isla Margaux tiene 25 ha y en 2005 tenía 14 ha dedicadas a vides y es parte de la famosa región vinícola de Médoc.

## Historia
La Gironda fue el escenario de la Operación Frankton, una operación de las fuerzas especiales británicas durante la Segunda Guerra Mundial emprendida con el objetivo de destruir los barcos amarrados en los puertos de Burdeos.
- Wikimedia Commons alberga una categoría multimedia sobre Estuario de Gironda.